# باستيل
هذه المقالة هي عن أدوات الباستيل للرسم، إن كنت تبحث عن سجن الباستيل، أنظر هنا.

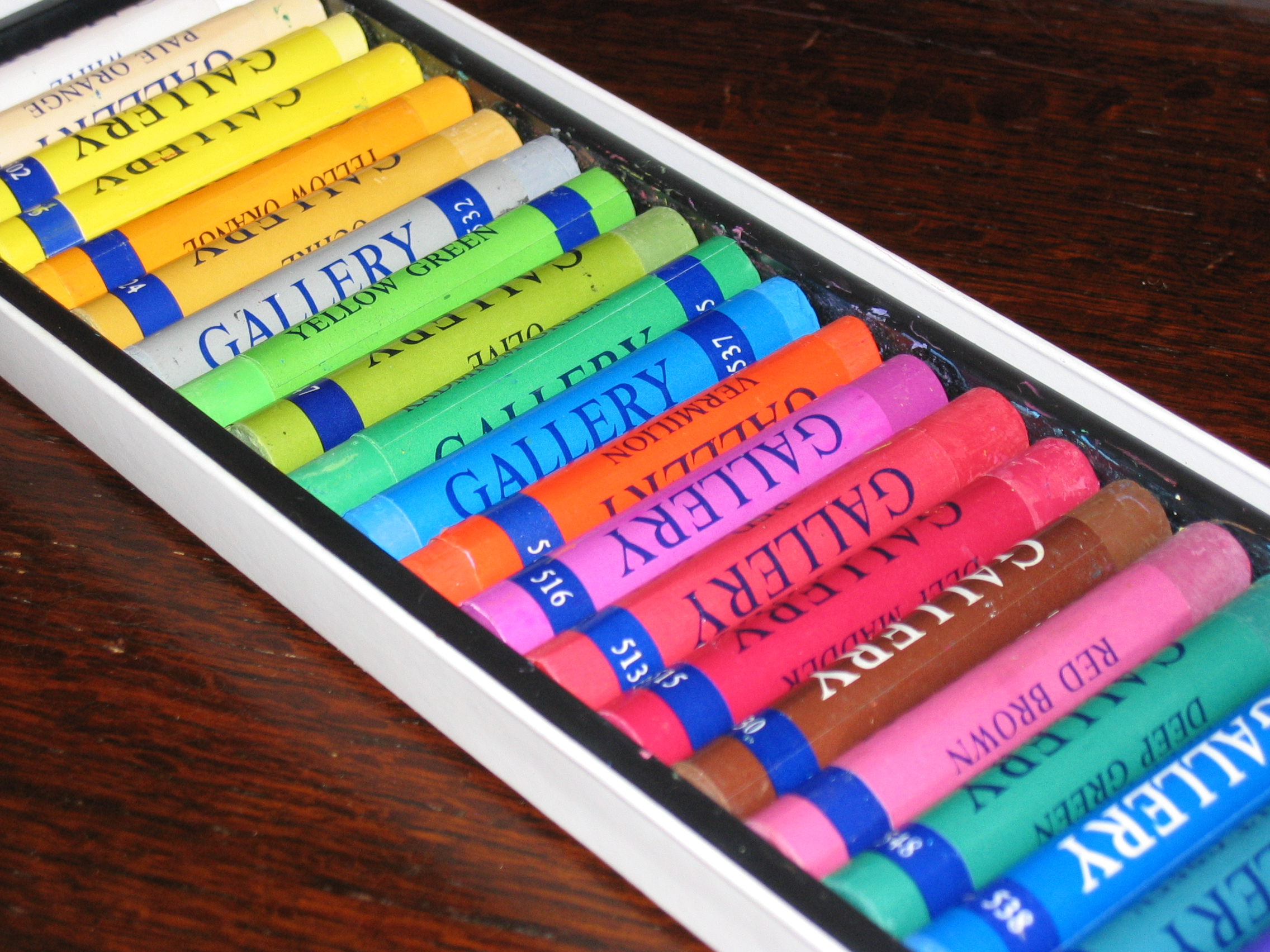
علبة ألوان باستيل

باستيل أو باستل (من الإيطالية pastello) هي إحدى أدوات الرسم على هيئة أصابع لها عدة أنواع. جاءت كلمة باستيل من الكلمة الإيطالية pastello والتي تعني لفافة خبز صغيرة. بينما كان أول ظهور لكلمة pastel الفرنسية في عام 1675م.
للباستيل عدة أنواع فهناك:
- باستيل زيتي.
- أقلام باستيل.
- باستيل ناعم.
- باستيل خشن.
- باستيل قابل للذوبان في الماء.

يختلف الرسم بالباستيل عن غيره من ألوان الفنون، إذ لا تدخل فيه أية مادة مذابة، وإنما يرسم به جافاً، والمادة والأساليب الفنية للرسم بألوان الباستل لها طابعها الخاص. وتصنع أصابع الباستل عادة من طباشير بيضاء اللون وألوان مسحوقة، وقد يستعمل قليل من الصمغ ليثبت الجزئيات مع بعضها البعض، ويصنع الباستل عادة من عدة درجات، فمنه الناعم والمتوسط والمتصلب. وقد أصبح الباستل فناً مستقلاً منذ القرن الثامن عشر، وهو يتناسب مع أسلوب فن الروكوكو، رقيق التعبير المعروف في هذا العصر. ويعتبر فن الرسم بالباستل أفضل عناصر التلوين في التصوير بعد الرسم بالألوان الزيتية. لأن ألوانه تتنوع بصورة كبيرة، وهو يعطي الألوان الرقيقة التي تستطيع أن تعطي لون اللحم في رسم الأجسام، وتعطى درجات قوية بين الألوان الفاتحة والغامقة و تنقسم ألوان الباستل إلي نوعين : 1- oil pastel الباستل الزيتي ((سنتحدث عنه لاحقاً)) 2- soft pastel ونتقسم إلى نوعين : 1- طباشيري ويفيد في المساحات الواسعه 2-أقلام الباستيل وهي تستعمل كثيراً في المناطق الدقيقة و لرسم لوحه من ألوان السوفت باستل نحتاج بالإضافة للألوان كراسة خاصة بالسوفت باستيل يكون مكتوب عليها (soft pastel) ونلاحظ ان الورق يكون مفصول بورق شفاف ليحافظ على اللون و من ثم نبدأ بالرسم بكل بساطة وبعد الانتهاء من الرسم نحتاج إلى سبراي خاص بالورق ليثبت اللون ويرش على اللوحة بشكل عامودي

## فنانون باستيل

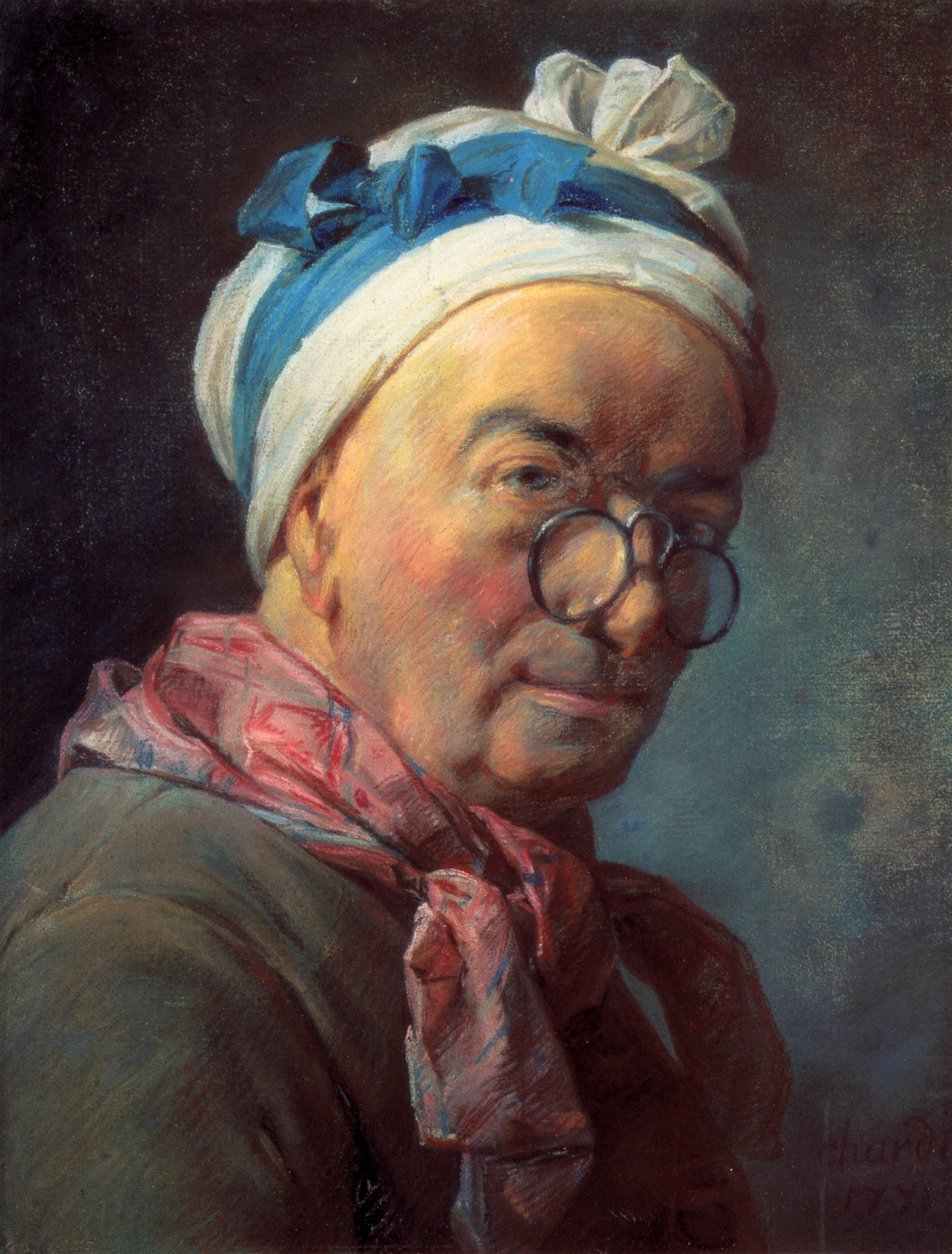
لوحة لجيان بابتيست سايمون شاردين, صورة شخصية تعود لعام 1771م محفوظة في متحف اللوفر.
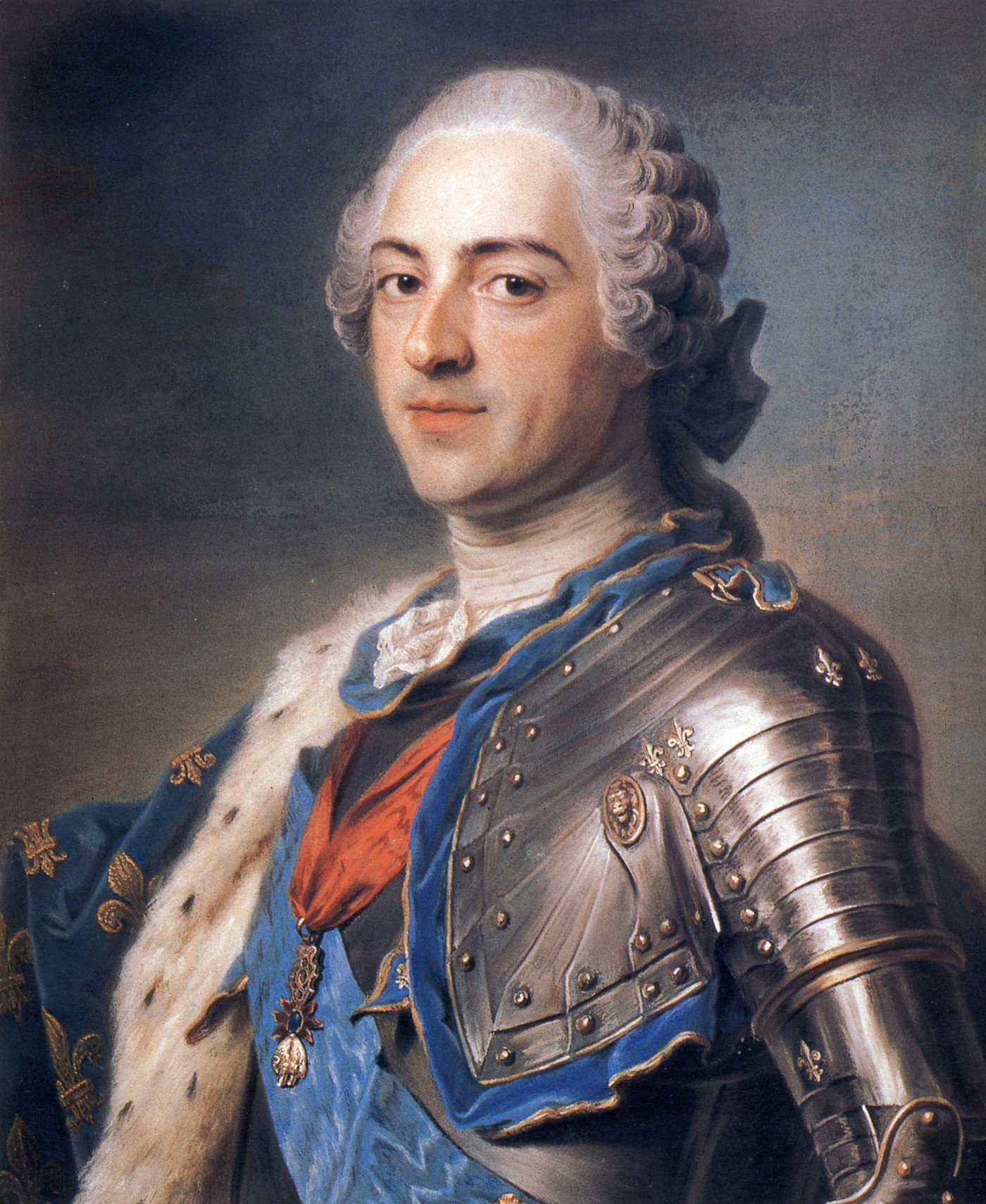
لوحة باستيل شخصية للويس الخامس عشر رسمها لويس كوينتن دي لا تور عام 1748م.
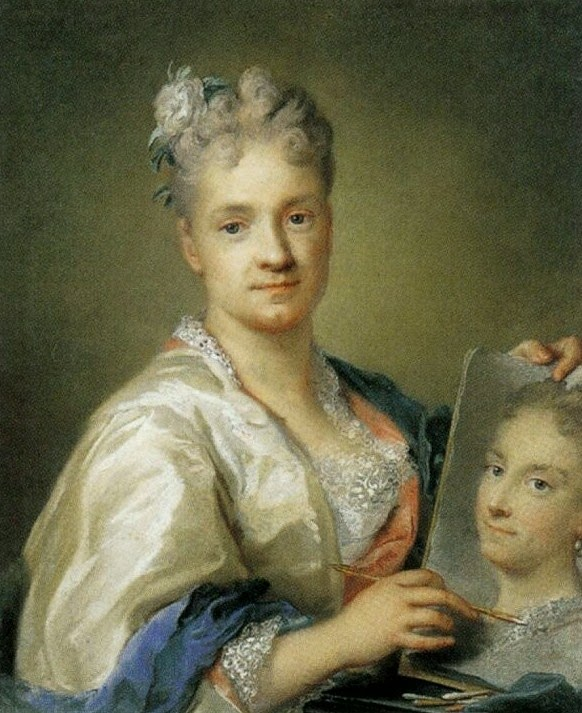
روزالبا كاريرا لوحة شخصية للرسامة الإيطالية روزالبا كاريرا تحمل فيها صورة اختها عام 1715م، اللوحة مرسومة على ورق ومحفوظة في في غاليريا ديغلي أوفيزي (Galleria degli Uffizi) في فلورنسة.
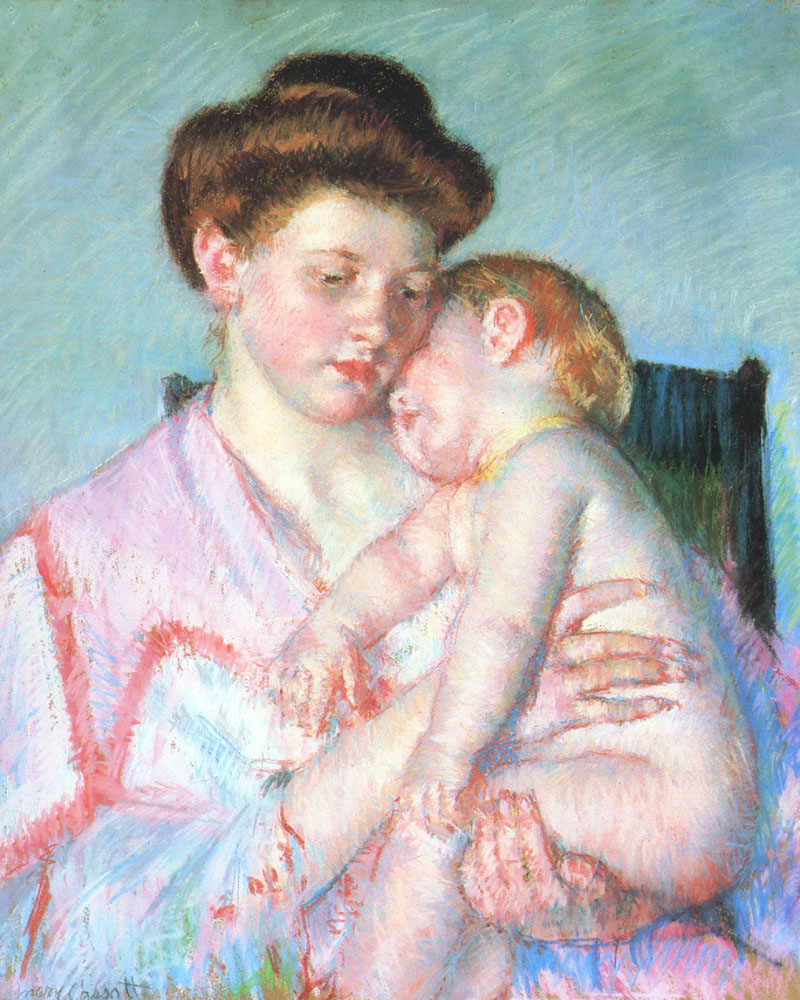
ماري كاسات,الطفل النَعِس ،1910م

## انظر ايضًا
- قلم تلوين (باستيل)